# Église Saint-Hilaire de Jussy
L'église Saint-Hilaire est une église catholique située à Jussy, en France.

## Localisation
L'église est située dans le département français de la Moselle, sur la commune de Jussy.

## Historique
L'édifice est classé au titre des monuments historiques en 1847.

## Galerie

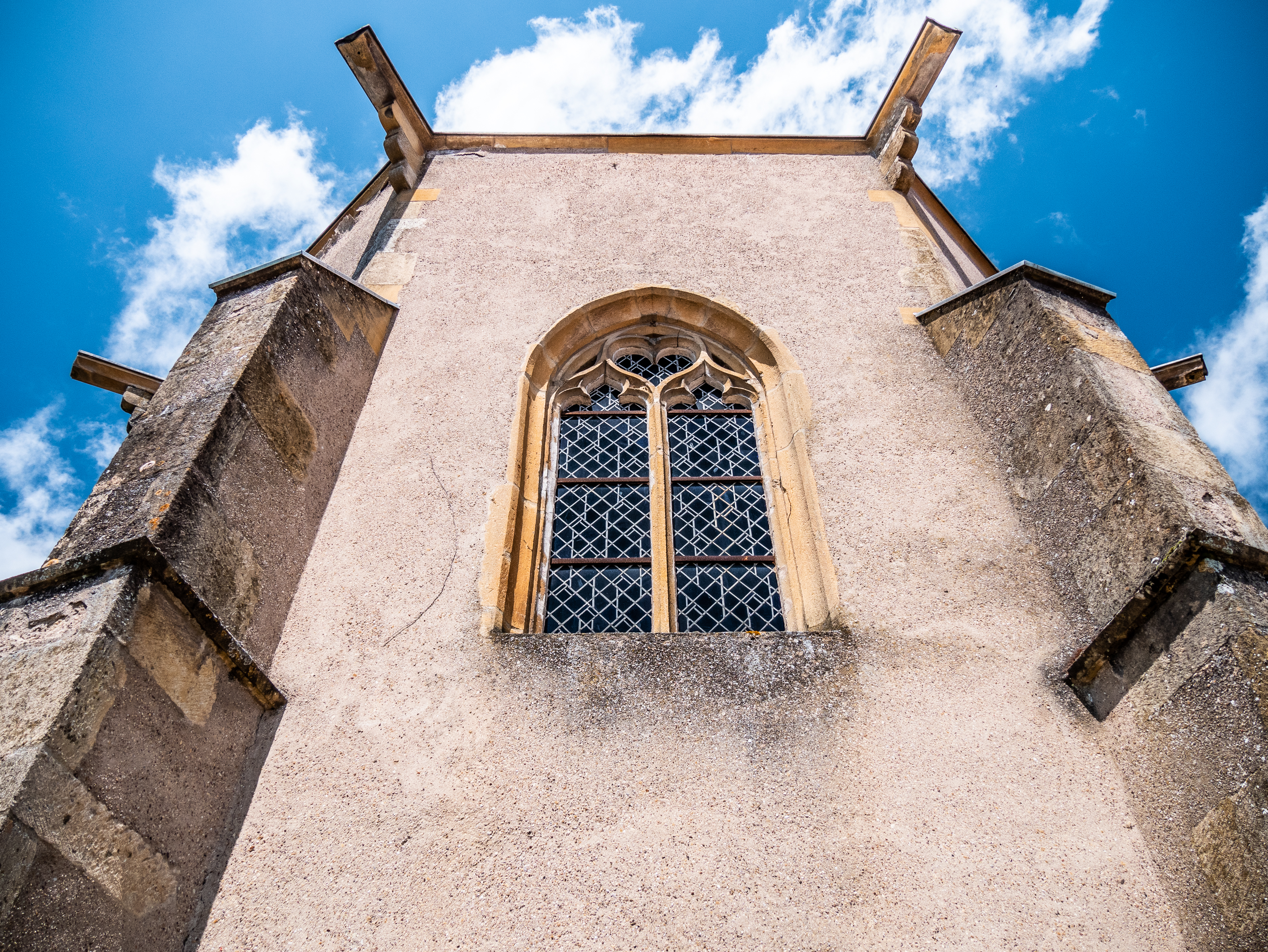
Église Saint-Hilaire de Jussy - Face sud.
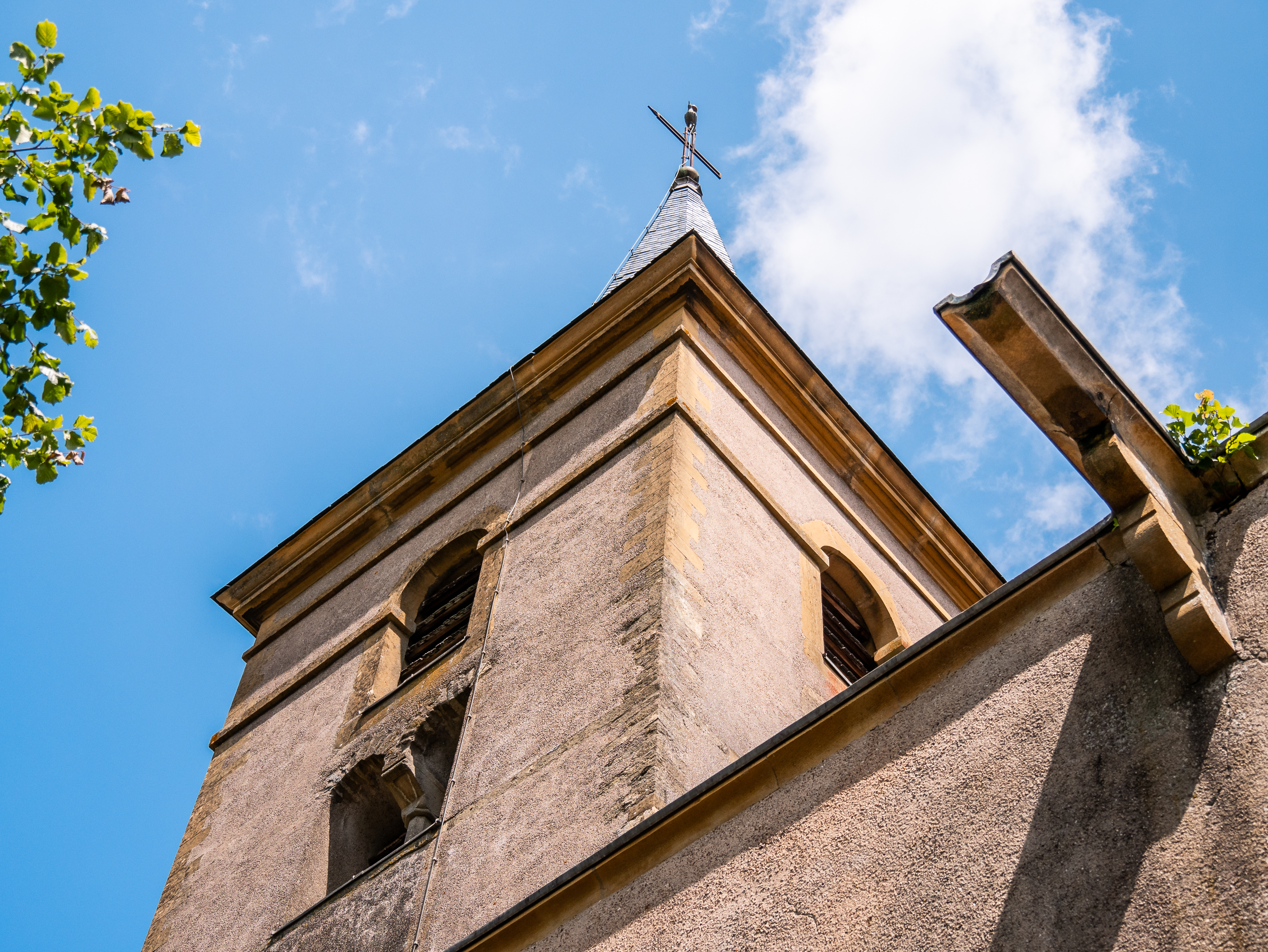
Église Saint-Hilaire de Jussy - Face ouest.
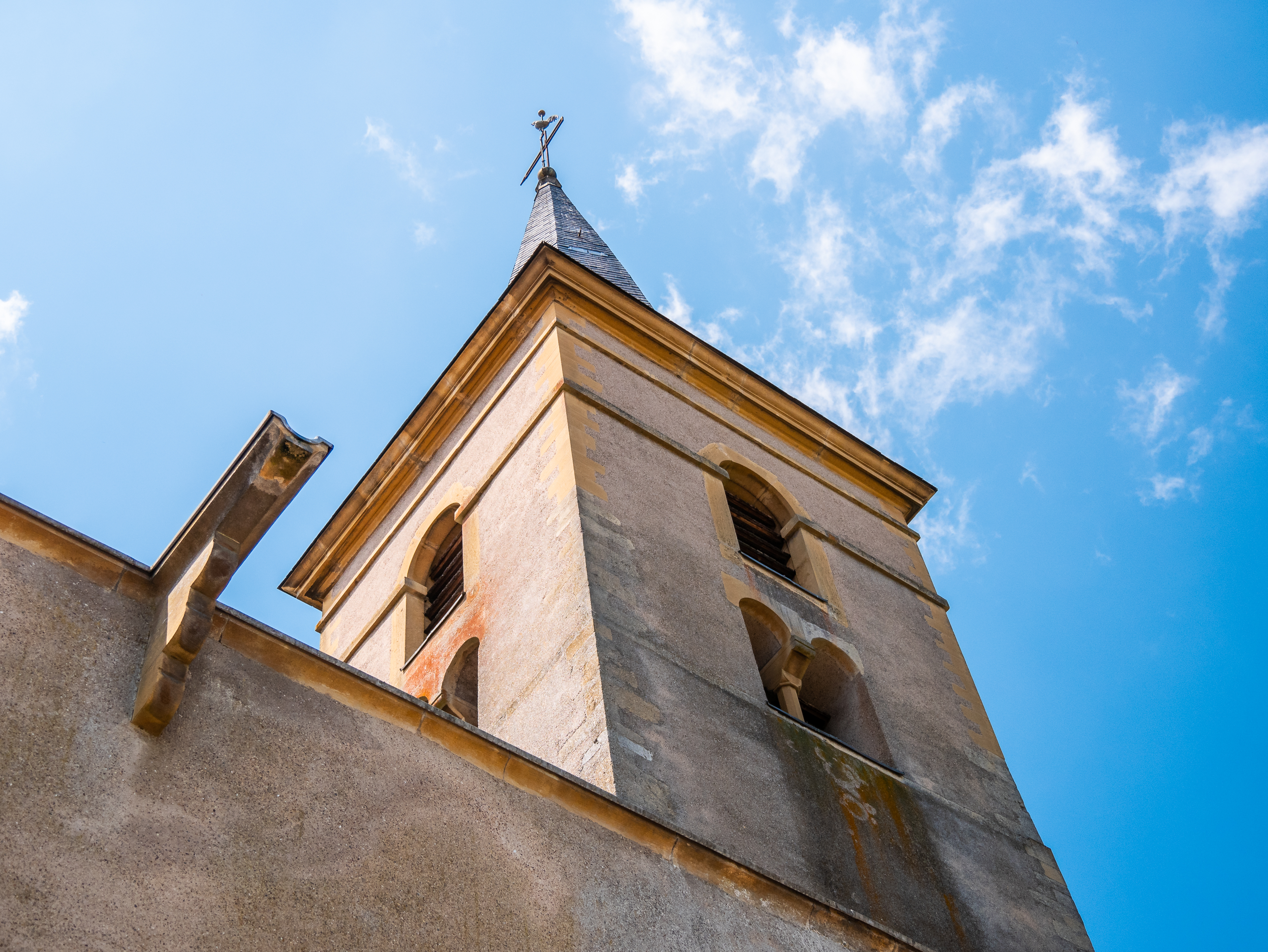
Église Saint-Hilaire de Jussy - Face est.